# Richelieu (film 1914)

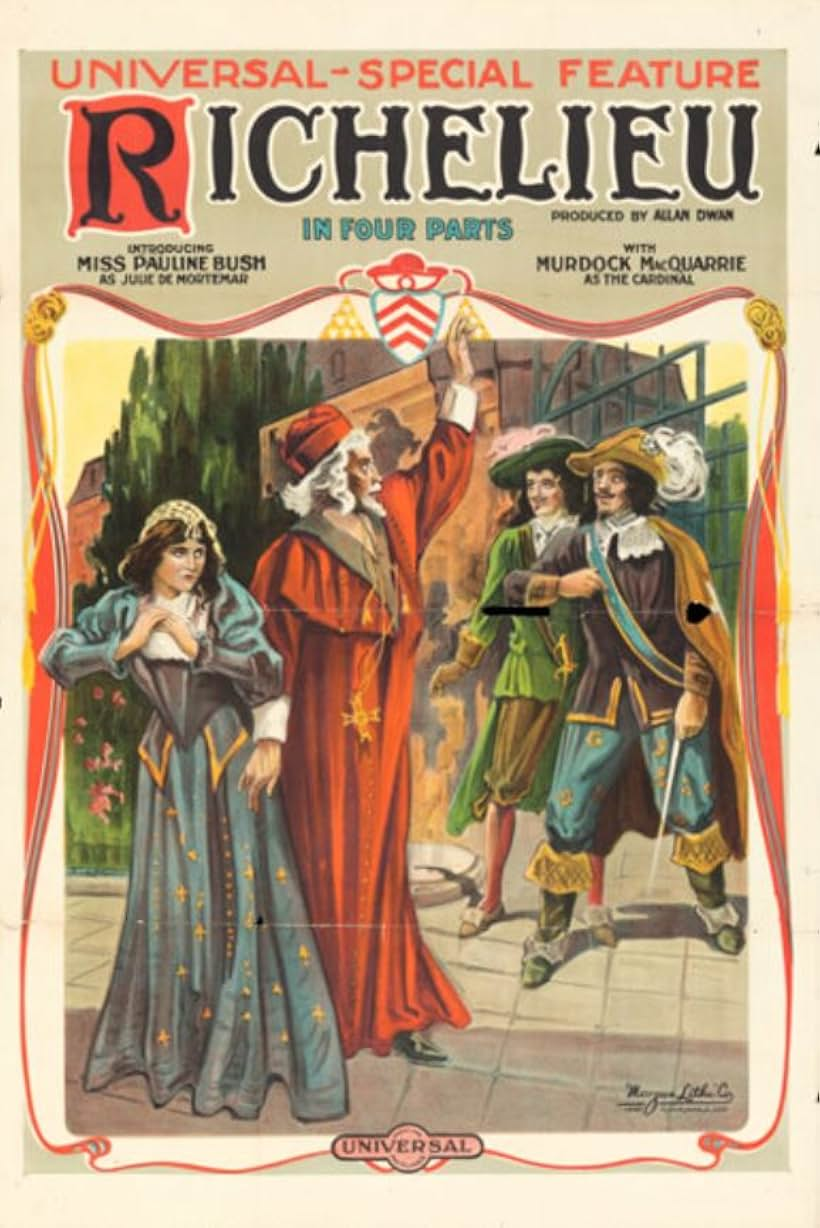

Richelieu è un film muto del 1914 diretto da Allan Dwan con, nel ruolo del titolo, Murdock MacQuarrie. Tra gli altri interpreti, William C. Dowlan, Pauline Bush, James Robert Chandler, Edna Maison, James Neill e Lon Chaney. La sceneggiatura, firmata dallo stesso regista Allan Dwan, si basa sull'omonimo lavoro teatrale di Sir Edward George Bulwer-Lytton, andato in scena a Londra il 7 marzo 1839 e che racconta di come il cardinale di Richelieu sventa un complotto ai suoi danni organizzato da Baradas, favorito del re.
Remake di Richelieu; or, The Conspiracy di J. Stuart Blackton, il dramma storico fu ripreso nel 1935 nel film Il cardinale Richelieu (Cardinal Richelieu) diretto da Rowland V. Lee e interpretato, nel ruolo del cardinale, da George Arliss.

## Trama
Nella Francia del Seicento, il cardinale di Richelieu, anziano ministro del re Luigi XIII, dedica gran parte delle sue energie per occuparsi della sua pupilla, Julie de Mortemar, sulla quale hanno messo gli occhi sia lo stesso re, sia il suo favorito, Baradas, come pure il giovane Adrien de Mauprat, amato da Julie. Per allontanare quest'ultimo, il cardinale lo manda in guerra, a combattere gli invasori spagnoli, fidando che l'irruenza giovanile di Mauprat lo porterà a sfidare la morte. Mauprat si rivela audace e valoroso e la sua temerarietà non gli procura la morte, bensì la vittoria, cosa che fa infuriare Baradas, che sperava di sbarazzarsi di lui onde poter avere campo libero con Julie. Volendo salire lui al trono, Baradas sta tramando per assassinare Richelieu. Riesce ad attirare nel suo complotto Mauprat, convincendolo che il cardinale è contro di lui. Avendo avuto notizia della cospirazione, Richelieu si reca nel proprio castello di Ruel, dove lo raggiunge anche Julie. Preso d'assalto da Mauprat, il castello cede. Quando si trova davanti Richelieu, dopo avere parlato con lui, Mauprat comprende di essere solo una pedina nel pericoloso gioco messo in moto dal favorito del re. Per smascherare il traditore, il cardinale dovrà fingere la propria morte. Mauprat apre le porte per fare entrare la folla che viene a vederne il corpo. Mentre Mauprat viene arrestato, Julie viene sequestrata da Baradas. Richelieu riesce allora a salvare i due giovani presentandosi al re e, svelando la congiura, lo costringe a liberare Mauprat e ad arrestare Baradas. Il re, che ha sempre bisogno del suo grande primo ministro, cede restituendogli carica e onori.

## Produzione
Tratto da Richelieu, un lavoro teatrale (7 marzo 1839) di Edward George Bulwer-Lytton, il film fu prodotto dalla Bison Motion Pictures (con il nome 101-Bison). Le riprese durarono da fine dicembre 1914 a fine gennaio 1915. Il film venne girato nei Pacific Coast Studios di Universal City. Mentre la pellicola era in fase di montaggio, nel reparto taglio della Universal scoppiò un incendio, ma le impiegate riuscirono a salvare i negativi dalla distruzione, anche se alcuni di questi furono gravemente danneggiati.

## Distribuzione
Il film - un mediometraggio di circa 45 minuti - uscì in sala il 26 settembre 1914, distribuito negli Stati Uniti dalla Universal Film Manufacturing Company. In origine il film, che era costato una piccola fortuna, era stato programmato per un tipo di distribuzione per cui gli esercenti avrebbero dovuto pagare un costo aggiuntivo. Poi Carl Laemmle, il presidente della Universal, lo declassò a film normale con il motivo, secondo quanto riportava Moving Picture World del 12 settembre 1914, che la guerra in Europa aveva "innervosito" i mercati e che la storia, ambientata in Francia, a un prezzo più contenuto avrebbe potuto attirare molti più spettatori attenti alle vicende di quel paese. Inizialmente concepito come un lungometraggio in sei rulli, il film venne poi ridotto in una versione in quattro rulli anche se sempre lo stesso giornale affermava che la versione originale era stata distribuita il 31 agosto 1914, prima della decisione di ridurlo. Alcune fonti riportano come data di distribuzione quella del 28 settembre (invece del 26, ritenuta data ufficiale).

### Conservazione
Non si conoscono copie ancora esistenti della pellicola che viene considerata presumibilmente perduta.